# Scelophysa strandfonteinensis
Scelophysa strandfonteinensis är en skalbaggsart som beskrevs av Dombrow 1999. Scelophysa strandfonteinensis ingår i släktet Scelophysa och familjen Melolonthidae. Inga underarter finns listade i Catalogue of Life.